# Täfteå IK
Täfteå Idrottsklubb är en sportklubb i Täfteå i Sverige som bildades 16 maj, 1950. 
Täfteå hade 2010 cirka 1100 medlemmar och 250 idrottsaktiva och bedriver idrottsverksamhet i tre sektioner: Skidor, Fotboll och Innebandy (Tidigare sektioner som inte finns idag: bordtennis och cykel). Klubben äger och förvaltar "Täfteborg" med klubbstuga, loge, tennisplan och 3 fotbollsplaner (konstgräs, gräs och grus) samt Täftehallen där innebandy spelas vintertid.

## Klubbmärke
Täfteå IK har haft tre olika klubbmärken sedan klubben grundades:
- Det första klubbmärket hade bokstäverna "TIK" skrivna på en sköld med blå bakgrund som skulle representera vattnet, ovanpå detta återfanns ett fiskenät med en grön lax illustrerad.
- Det andra klubbmärket liknar det aktuella klubbmärket med ett fiskenät som täcker hela skölden. I fiskenätet återfinns en lax och en banderoll går snett över loggan med texten: "Täfteå IK".
- Det nuvarande klubbmärket är identiskt med det andra med enda undantaget att huvudet på laxen har vänts åt andra hållet. Märket illustreras oftast med en vit bakgrund, blå konturer och texten "Täfteå IK" i röda bokstäver.

## Fotboll
Klubben har varit med i Svenska Fotbollförbundet sedan 1952 och har haft representationslag på både dam- och herrsidan. Fotbollslagen spelar sina matcher på Täfteborgs konstgränsplan sedan 2009 (innan låg där en gräsmatta) med måtten 105x65. Då Täfteå är en gammal fiskarby blev laget känt under smeknamnet "Fiskarpojkarna" redan på 1950-talet, ett namn som till viss del lever kvar än idag.
På herrsidan har klubben spelat 8 säsonger i Sveriges tredje högsta division (dagens division 1) med en 5:e plats 1972 som bästa placering.

### Täfteås mesta målskyttar sedan säsongen 2009[4]
Senast uppdaterad: 1 december 2021

Gäller endast tävlingsmatcher för A-truppen (statistik saknas för Distriktsmästerskapen 2009).
| Rank | Spelare                   | Mål | Straffmål | Säsonger |
| ---- | ------------------------- | --- | --------- | -------- |
| 1    | Fredrik Johansson         | 58  | 7         | 3        |
| 2    | Philip Näslund            | 36  | 10        | 6        |
| 3    | Mattias Lidberg*          | 32  | 3         | 6        |
| 4    | Daniel Jonsson            | 26  | 3         | 5        |
| 5    | David Adolfsson           | 23  | 0         | 8        |
| 5    | Mattias Bäcklund          | 23  | 0         | 3        |
| 5    | Emanuel Stenmark*         | 23  | 0         | 7        |
| 8    | Albert Holmgren           | 22  | 0         | 4        |
| 8    | Felix Pihlajamaa Jonsson* | 22  | 1         | 7        |
| 10   | Axel Fällman              | 20  | 0         | 4        |
| 11   | Emil Hallberg             | 17  | 0         | 3        |
| 12   | Andreas Olofsson          | 16  | 1         | 5        |

(*)Aktiv i klubben.

### Tabellplacering genom åren för herrlaget:[4][5][6][7]
| Säsong | Serienivå | Tabellplacering                            | Övrigt |
| ------ | --------- | ------------------------------------------ | --- |
| 1952   | -         | -                                          | Klubben trädde in i Svenska Fotbollförbundet. |
| 1958   | -         | -                                          | Laget flyttade sina matcher till Täfteågården från en plan nere vid hamnen i Täfteå.                                                                                  |
| -      | -         | -                                          | - |
| 1967   | 5         | ?:a i Division 5                           | Uppflyttade |
| 1968   | 4         | 1:a i Division 4 Västerbotten Södra        | Uppflyttade |
| 1969   | 3         | 10:a i Division 3 Norra Norrland Nedre     | Nedflyttade |
| 1970   | 4         | 1:a i Division 4 Södra Västerbotten        | Uppflyttade |
| 1971   | 3         | 7:a Division 3 Norra Norrland Nedre        | Division 3 Norrland bestod av 4 serier och 42 lag. |
| 1972   | 3         | 5:a Division 3 Mellersta Norrland          | Division 3 Norrland minskades till 3 serier och 36 lag. |
| 1973   | 3         | 6:a Division 3 Mellersta Norrland          | Fotbollsplanen på Täfteborg färdigställdes och blev Täfteå IK:s nya hemmaplan.                                                                                        |
| 1974   | 3         | 11:a Division 3 Mellersta Norrland         | Nedflyttade |
| 1975   | 4         | ?:a Division 4 Västerbotten Södra          | |
| 1976   | 4         | 3:a i Division 4 Västerbotten Södra        | |
| 1977   | 4         | 2:a Division 4 Västerbotten Södra          | |
| 1978   | 4         | 4:a Division 4 Västerbotten Södra          | |
| 1979   | 4         | 4:a Division 4 Västerbotten Södra          | |
| 1980   | 4         | 6:a Division 4 Västerbotten Södra          | |
| 1981   | 4         | 6:a Division 4 Västerbotten Södra          | |
| 1982   | 4         | 5:a Division 4 Västerbotten Södra          | |
| 1983   | 4         | 2:a Division 4 Västerbotten Södra          | |
| 1984   | 4         | 3: Division 4 Västerbotten Södra           | |
| 1985   | 4         | 2:a Division 4 Västerbotten Södra          | |
| 1986   | 4         | 2:a Division 4 Västerbotten Södra          | Seriesystemet gjordes om till 1987 då "Division 1" skapades under Allsvenskan och Täfteå flyttades upp till den nya Division 3.                                       |
| 1987   | 4         | 4:a Division 3 Mellersta Norrland          | |
| 1988   | 4         | 7:a Division 3 Norra Norrland              | Gick vidare till omgång 5 i Svenska cupen där de förlorade med 0-7 mot Gefle IF.                                                                                      |
| 1989   | 4         | 6:a Division 3 Norra Norrland              | Gick vidare till omgång 6 (16-del) i Svenska cupen där de förlorade med 3-2 mot IF Brommapojkarna                                                                     |
| 1990   | 4         | 3:a Division 3 Mellersta Norrland          | Gick vidare till omgång 4 i Svenska cupen där de förlorade med 0-2 mot Umeå IK.                                                                                       |
| 1991   | 4         | 1:a Division 3 Norra Norrland              | Uppflyttade |
| 1992   | 3         | 6:a i Division 2 Norra Norrland (Vårserie) | Nedflyttade efter att Täfteå slutat 7:a i Hösttvåan Norrland. Gick vidare till omgång 4 i Svenska cupen där de förlorade med 0-2 mot Notvikens IK.                    |
| 1993   | 4         | 2:a i Division 3 Norra Norrland            | Uppflyttade efter kval till Division 2. |
| 1994   | 3         | 10:a i Division 2 Norrland                 | Nedflyttade efter kval. |
| 1995   | 4         | 2:a i Division 3 Norra Norrland            | Kval till Division 2 |
| 1996   | 4         | 3:a i Division 3 Norra Norrland            | |
| 1997   | 4         | 2:a Division 3 Mellersta Norrland          | Uppflyttade efter kval till Division 2. Gräsytorna på Täfteborg färdigställdes. Gick vidare till omgång 2 i Svenska cupen där de förlorade med 0-2 mot Djurgården IF. |
| 1998   | 3         | 11:a i Division 2 Norrland                 | Nedflyttade Gick vidare till omgång 3 i Svenska cupen där de förlorade med 0-3 mot Umeå FC.                                                                           |
| 1999   | 7         | 5:a i Division 6 Södra Västerbotten        | Klubben valde att starta om i lägsta serien Division 6. |
| 2000   | 7         | 5:a i Division 6 Södra Västerbotten        | |
| 2001   | 7         | 1:a i Division 6 Södra Västerbotten        | Uppflyttade |
| 2002   | 6         | 6:a i Division 5 Södra Västerbotten        | |
| 2003   | 6         | 4:a i Division 5 Södra Västerbotten        | |
| 2004   | 6         | 11:a i Division 5 Södra Västerbotten       | |
| 2005   | 6         | 11:a i Division 5 Södra Västerbotten       | |
| 2006   | 7         | 4:a i Division 5 Södra Västerbotten        | Division 1 läggs under Superettan och blir Sveriges 3:e högsta serienivå.                                                                                             |
| 2007   | 7         | 5:a i Division 5 Södra Västerbotten        | |
| 2008   | 7         | 1:a i Division 5 Södra Västerbotten        | Uppflyttade |
| 2009   | 6         | 7:a i Division 4 Södra Västerbotten        | Slutade i 4:a i Höstfyran Västerbotten Konstgräsplanen på Täfteborg färdigställdes.                                                                                   |
| 2010   | 6         | 6:a i Division 4 Södra Västerbotten        | |
| 2011   | 6         | 10:a i Division 4 Södra Västerbotten       | |
| 2012   | 6         | 11:a i Division 4 Södra Västerbotten       | |
| 2013   | 6         | 8:a i Division 4 Södra Västerbotten        | |
| 2014   | 6         | 1:a i Division 4 Södra Västerbotten        | Uppflyttade |
| 2015   | 5         | 9:a i Division 3 Norra Norrland            | Kvalade sig kvar |
| 2016   | 5         | 1:a i Division 3 Norra Norrland.           | Uppflyttade |
| 2017   | 4         | 10:a i Division 2 Norrland                 | Täfteå:s andralag vinner Division 5 Södra Västerbotten och spelar 2018 i Division 4 Södra Västerbotten                                                                |
| 2018   | 4         | 11:a i Division 2 Norrland                 | |
| 2019   | 4         | 11:a i Division 2 Norrland                 | |
| 2020   | 4         | 11:a i Division 2 Norrland                 | Täfteå:s andralag vinner Division 4 Södra Västerbotten |
| 2021   | 4         | 13:e i Division 2 Norrland                 | Nedflyttade till division 3. Täfteå hamnade på samma poäng (31) som Bergnäset AIK som slutade på 12:e plats men åkte ut på grund av sämre målskillnad.                |
| 2022   | 5         | 2022 spelar Täfteå IK i Division 3         | |

### Anmärkningsvärda spelare med Täfteå IK som moderklubb.
| Namn          | Nuvarande klubb |
| ------------- | --------------- |
| Emma Berglund | FC Rosengård    |

## Futsal
Klubbens futsalsatsning startade 2011 och laget nådde Sveriges högstaliga 2014.

### Tabellplacering genom åren för Futsallaget på herrsidan:[11]
| Säsong | Serienivå | Tabellplacering               | Övrigt                                          |
| ------ | --------- | ----------------------------- | ----------------------------------------------- |
| 12/13  | ?         | 1:a Futsal Herrar Södra grp 2 |                                                 |
| 13/14  | ?         | 2:a Futsal Norrland           | Uppflyttad till SFL då Mariehem SK drog sig ur. |
| 14/15  | 1         | 6:a i SFL Norra               |                                                 |
| 15/16  | 1         | 6:a i SFL Norra               |                                                 |
| 16/17  | 1         | 8:a i SFL Norra               | Nedflyttade                                     |
| 17/18  | 2         | 1:a i Division 1 Norrland     | Förlorade kval till SFL.                        |

## Cykel
På 80-talet genomförde Täfteå en elitsatsning på cykel. Satsningen var
framgångsrik med två Täftecyklister i landslaget och en bronsmedalj under SM 1987.
Cykelverksamheten upphörde 1991
.

## Längdskidor
Täfteå gick med i Svenska Skidförbundet 1952 och sedan 1973 har verksamheten hållit till på elljusspåret i skogarna kring Täfteborg.
Landslagsåkare som tävlat för Täfteå IK:
- Moa Lundgren[13]
- Marcus Grate[14]
- Björn Sandström[15]

## Innebandy
Herrlaget spelar sina matcher i Täftehallen och har de spelat de flesta säsongerna sedan starten 1996 i division 2. Säsongen 2016/2017 spelar Täfteå IK i Herrar Division 2 - Västerbotten. 
Täfteå IK har fostrat många duktiga innebandyspelare som spelat i Sveriges högstaliga:
- Daniel Pettersson, IBK Dalen(2004/2005), Umeå City IBK(2009/2010-2011/2012)
- Mikael Zingmark, Umeå City(2008/2009-2011/2012)
- Andreas Tuomas, Umeå City(2008/2009-2010/2011), AIK (2011/2012-2012/2013)
- Sofia Ahlehjelm, IKSU (2005/2006-2008/2009)